# Ptiloscola rorerae
Ptiloscola rorerae är en fjärilsart som beskrevs av William Schaus 1928. Ptiloscola rorerae ingår i släktet Ptiloscola och familjen påfågelsspinnare. Inga underarter finns listade.